# هالفور سميث
هالفور سميث (بالنرويجية البوكمول: Halvor Smith)‏ هو متسابق يخت نرويجي، ولد في 4 فبراير 1960.

## وصلات خارجية
- هالفور سميث على موقع أوليمبيديا (الإنجليزية)